# 프랜시스 토멜티
프랜시스 토멜티(Frances Tomelty, 1948년 10월 6일 ~ )는 북아일랜드 여배우이다.

## 생애
1967년 영국에서 연극배우 첫 데뷔하였고 1968년 미국에서도 연극배우 진출하였으며 1969년 미국에서 뮤지컬 배우 데뷔하였다. 이후 1975년 영국 영화 《The romantic Englishwoman》의 단역으로 영화배우 데뷔하였다.
그 후 영국, 미국, 아일랜드, 오스트레일리아, 캐나다, 뉴질랜드 등지에서 연극배우, 뮤지컬배우, 영화배우 활약하였다. 한때 1976년 12월 27일에서 1984년 6월 17일까지 싱어송라이터 스팅과 결혼한 전력이 있다.